# 桜の森の満開の下
『桜の森の満開の下』（さくらのもりのまんかいのした）は、坂口安吾の短編小説。坂口の代表作の一つで、傑作と称されることの多い作品である。ある峠の山賊と、妖しく美しい残酷な女との幻想的な怪奇物語。桜の森の満開の下は怖ろしいと物語られる説話形式の文体で、花びらとなって掻き消えた女と、冷たい虚空がはりつめているばかりの花吹雪の中の男の孤独が描かれている。
1947年（昭和22年）5月15日に真光社より刊行の単行本『いづこへ』に収録され、同年6月15日、暁社雑誌『肉体』創刊号（第1巻・第1号）に掲載された。文庫版は講談社文芸文庫、岩波文庫などで刊行されている。翻訳版はJay Rubin訳（英題：In the Forest, Under Cherries in Full Bloom）で行われている。
1975年（昭和50年）5月31日には、本作を原作とした映画が公開された。

## 作品背景
安吾が後に書いたエッセイ『桜の花ざかり』には、東京大空襲の死者たちを上野の山に集めて焼いたとき、折りしも桜が満開で、人けのない森を風だけが吹き抜け、「逃げだしたくなるような静寂がはりつめて」いたと記されており、それが本作執筆の2年前に目撃した「原風景」となっているという。

## あらすじ
昔、鈴鹿峠に山賊が棲み着いた。通りかかった旅人を身ぐるみ剥がし、連れの女は気に入れば自分の女房にしていた。山賊はこの山のすべて、この谷のすべては自分の物と思っていたが、桜の森だけは恐ろしいと思っていた。桜が満開のときに下を通れば、ゴーゴーと音が鳴り、気が狂ってしまうのだと信じていた。
ある春の日、山賊は都からの旅人を襲って殺し、連れの美女を女房にした。亭主を殺された女は、山賊を怖れもせずにあれこれ指図をする。女は山賊に、家に住まわせていた七人の女房を次々に殺させた。ただ足の不自由なビッコの女房だけは女中代わりとして残した。欲深い女は男がご馳走や櫛、簪、紅など貢いだが女は満足しない。わがままな女はやがて都を恋しがり、山賊は女とともに山を出て都に移った。
都で女がしたことは、山賊が狩ってくる生首をならべて遊ぶ「首遊び」であった。その目をえぐったりする残酷な女は次々と新しい首を持ってくるように命じるが、さすがの山賊もキリがない行為に嫌気がさした。山賊は都暮らしにも馴染めず、山に帰ると決めた。女も執着していた首をあきらめ、山賊と一緒に戻ることにした。出発のとき、女はビッコの女に向って、じき帰ってくるから待っておいで、とひそかに言い残した。
山賊は女を背負って山に戻ると、桜の森は満開であった。山賊は山に戻ったことがうれしく、忌避していた桜の森を通ることを躊躇しなかった。風の吹く中、桜の下をゆく山賊が振り返ると、女は醜い鬼に変化していた。全身が紫色の顔の大きな老婆の鬼は山賊の首を絞めてきた。山賊は必死で鬼を振り払い、鬼の首を締め上げた。
我にかえると、元の通りの女が桜の花びらにまみれて死んでいた。山賊は桜吹雪の中、声を上げて泣いた。山賊が死んだ女に触れようとするが、女はいつのまにか、ただの花びらだけになっていた。そして花びらを掻き分けようとする山賊自身の手も身体も、延した時にはもはや消えていた。あとに花びらと、冷めたい虚空がはりつめているばかりだった。

## 作品評価・解釈
『桜の森の満開の下』は坂口安吾の作品の中でも評価が高いだけでなく、その幻想的な作風からも人気があり、翻案作品も多いが、初出当時はあまり注目されておらず、安吾の死後に讃辞されるようになった作品である。
奥野健男は、『白痴』、『青鬼の褌を洗う女』、『夜長姫と耳男』と共に『桜の森の満開の下』を挙げ、「これは天才でなければ絶対に書けぬおそろしい傑作であり、坂口文学の最高峰といえよう」と述べている。また、坂口の全作品でどれか一つを選べと言われれば、『桜の森の満開の下』を挙げるとし、「芸術の神か鬼」が書いたとしか思えず、世界の文学の中でもこれほど「美しく、グロテスクで恐ろしい作品」は稀だと評している。
『桜の森の満開の下』の主題について福田恆存は、「人間存在そのものの本質につきまとう悲哀」を追求しようとして、安吾は執筆に至たり、素材のもつ現実性を避けるために説話形式をとったと解説している。
王愛武は、『桜の森の満開の下』は、『堕落論』や『白痴』に引き続き、安吾が「反逆の筆」を取り、メタファーの手法を用いて、「孤独と虚無」を描写していると述べ、安吾の言う「救いがないということ自体が救いである」（『文学のふるさと』）という言葉を引きながら、そこに老子とほぼ同じ思想が見られるとし、「自然は人間の力を借りずに物事をその軌道に乗せるものである。孤独は救いのないものなら、救いのないままにすれば、自然に救われる。孤独は人間の本質なので、人間を人間らしくするものではないだろうか」と論考している。そして終結部での、山賊はもはや孤独を怖れず、「彼自らが孤独自体」という箇所に触れ、それは安吾の一連の作品に共通する「堕ちるを堕ちきる」べきである主題と通じ、人間の孤独を強調して描いていると解説している。
七北数人は、『桜の森の満開の下』と『夜長姫と耳男』を、「年々人気も評価も高まり、幻想作家としての一面を鮮烈に印象づけている」作品だと評し、「残酷で気高い女王の歓心を買うため、命をすりへらす下賤の男」というその構図は、泉鏡花の『高野聖』や谷崎潤一郎の諸作とも通底し、西洋の説話文学の『雪の女王』『石の花』『タンホイザー』などにも多くみられる話型である解説し、「安吾作品では、女が残酷であればあるほど無垢な聖性がきわだち、血みどろの世界にふしぎな透明感が漂う。マゾヒズムに陶酔境を見いだす谷崎とはこのあたりが決定的に違う」とし、「（安吾には）恋するがゆえに死を賭してでも被虐に堪えようとする、恋の苦しみのほうに関心があったように思われる」と考察している。

## 映画化
『桜の森の満開の下』（さくらのもりのまんかいのした）は、同名小説を原作に1975年（昭和50年）製作、同年5月31日に公開された篠田正浩監督による日本の長篇劇映画である。製作芸苑社、配給東宝。
プロデューサーの佐藤一郎は、安吾の作品の映画化は2度目で、前作の『負ケラレマセン勝ツマデハ』（1958年）以来、17年ぶりである。
題字は、従姉の篠田桃紅が担当した。
桜の場面はヤマザクラの名所である奈良の吉野山で、それ以外の場面は大阪の四天王寺などで撮影が行われた（作品の時代にはソメイヨシノは存在しない）。
桜の花びらが舞うシーンには、花びらの形に切り抜いた大量の紙片が用いられている。

### キャスト
- 若山富三郎 - 山賊
- 岩下志麻 - 女
- 伊佐山ひろ子 - 足の不自由な女
- 滝田裕介 - 旅人
- 西沢利明 - 女の亭主
- 笑福亭仁鶴 - 居酒屋の男
- 丘淑美 - 六条の姫君
- 観世栄夫 - 大納言
- 荒木雅子 - 年増女
- 加藤嘉 - 老人
- 関山耕司 - 僧都
- 浜村純 - 乞食
- 西村晃 - 検非違使
- 常田富士男 - 放免
- 松山照夫 - 放免
- 金井大 - 放免
- 佐伯赫哉 - 役人

### スタッフ
- 製作（プロデューサー） : 佐藤一郎、市川喜一
- 監督 : 篠田正浩
- 助監督 : 小泉真
- 脚本 : 富岡多恵子、篠田正浩
- 原作 : 坂口安吾
- 撮影 : 鈴木達夫
- 音楽 : 武満徹
- 美術 : 朝倉摂、内藤昭
- 装飾 : 荒川大
- 録音 : 西崎英雄
- 照明 : 井上武
- 編集 : 山地早智子
- 製作 : 芸苑社

## 戯曲化
- 初演『贋作（にせさく[10]）・桜の森の満開の下』 劇団夢の遊眠社 第37回公演
  - 1989年（平成元年）2月11日 - 28日 東京・日本青年館、3月3日 - 8日 京都・南座
  - 作・演出：野田秀樹。装置：岩井正弘。照明：北寄崎嵩。音楽・演出補：高都幸男。衣裳：原まさみ。舞台監督：津田光正。制作：高萩宏、中島隆志。
  - 出演：野田秀樹（耳男）、毬谷友子（夜長姫）、上杉祥三（マナコ）、段田安則（オオアマ）、山下容里枝（早寝姫）、松澤一之（ヒダの王家の王）、佐戸井けん太（エンマ/エンマロ）、松浦佐知子（ハンニャ/ハンニャロ、鬼女）、浅野和之（仕事の赤鬼、アカマロ、赤名人）、羽場裕一（仕事の青鬼、アオマロ、青名人）、門間利夫（恥鬼）、向井薫（アナマロ、鬼女、貴い女）、渡辺杉枝（マネマロ、桃太郎、鬼女、クニの人）、川俣しのぶ（びっこの女、エナコ、鬼女、貴い女）、上田信良（片目）、金子真美（耳男のマネージャー、マナコの手下、鬼女）、杉田秀之（鬼）、小畠夏野（鬼）、浜野正幸（ヒエダのアレイ、クニの人、鬼）、遠山俊也（マナコの手下、クニの人）、小松正一（マナコの手下、クニの人）、安達香代子（クニの人）
  - ※「桜の森の満開の下」、「夜長姫と耳男」、「安吾の新日本地理 飛騨・高山の抹殺」を下敷きにした戯曲。
- 再演『贋作・桜の森の満開の下』 劇団夢の遊眠社 第42回公演
  - 1992年（平成4年）1月20日 - 2月9日 東京・日本青年館、2月13日 - 3月1日 大阪・中座、3月5日 - 6日 名古屋市民会館
  - 作・演出：野田秀樹。装置：岩井正弘。照明：北寄崎嵩。音楽・演出補：高都幸男。振付：謝珠栄。衣裳：原まさみ。舞台監督：津田光正。制作：北村明子。
  - 出演：野田秀樹（耳男）、毬谷友子（夜長姫）、若松武（オオアマ）、羽場裕一（マナコ）、星ともえ（早寝姫）、松澤一之（ヒダの王家の王）、向井薫（アナマロ、鬼女、貴い女）、佐戸井けん太（エンマ/エンマロ）、川俣しのぶ（ハンニャ/ハンニャロ）、浅野和之（仕事の赤鬼、アカマロ、赤名人）、田山涼成（仕事の青鬼、アオマロ、青名人）、遠山俊也（恥鬼）、高谷あゆみ（びっこの女、エナコ、鬼女、貴い女）、上田真士（片目）、小松正一（マナコの手下、クニの人、桃太郎）、浜野正幸（ヒエダのアレイ、クニの人、鬼）、安達香代子（鬼女、クニの人）、水谷誠伺（鬼）、井面猛（鬼）、小松朗乃（クニの人）
- 『贋作・桜の森の満開の下』 新国立劇場公演
  - 2001年（平成13年）6月1日 - 30日（月曜休演）新国立劇場中劇場
  - 演出・脚本：野田秀樹。美術：堀尾幸男。照明：小川幾雄。衣裳：ひびのこづえ。選曲・効果・演出補：高都幸男。ヘアメイク：高橋功亘。演出助手：伊藤和美。舞台監督：廣田進。芸術監督：栗山民也。制作協力：NODA・MAP。
  - 出演：堤真一（耳男）、深津絵里（夜長姫）、古田新太（マナコ）、京野ことみ（早寝姫、鬼女、桃太郎）、入江雅人（オオアマ）、野田秀樹（ヒダの王）、大倉孝二（エンマ/エンマロ、鬼、使者）、犬山犬子（ハンニャ/ハンニャロ、鬼女、使者）、荒川良々（赤名人/アカマロ、鬼、使者）、平沢智（青名人/アオマロ、鬼、使者）、東地宏樹（耳鬼、鬼、クニの人、追手）、朱門みず穂（アナマロ、鬼女、貴い女、クニの人）、川端良香（マネマロ、鬼女、クニの人）、住吉世メ子（ホレマロ、鬼女、クニの人、追手）、朝川真帆（モロマロ、鬼女、貴い女、クニの人）、石村実伽（エナコ/ヘンナコ、鬼女、クニの人）、福寿直子（エナコ/ヘンナコ、鬼女、クニの人）、白井圭太（カメタ、鬼、クニの人、追手）、宮川大輔（カタメ、鬼）、金子あい（ビッコ、鬼女、マネージャー、追手）、蟹江一平（ブッコ、鬼、クニの人）、黒沢あすか（ボッコ、鬼女、クニの人）、松島正芳（ヒエダのアレイ、鬼、クニの人、追手）、松下哲（鬼、クニの人）、宮下今日子（鬼女、クニの人）
- 『贋作・桜の森の満開の下』NODA・MAP第22回公演[11]
  - 2018年（平成30年）9月1日 - 9月12日、東京芸術劇場プレイハウス / 9月28日 - 10月3日、フランス・国立シャイヨー劇場 / 10月13日 - 10月21日、大阪・新歌舞伎座 / 10月25日 - 10月29日、北九州芸術劇場大ホール / 11月3日 - 11月25日、東京芸術劇場プレイハウス
  - 演出・脚本：野田秀樹。
  - 出演：妻夫木聡（耳男）、深津絵里（夜長姫）、天海祐希（オオアマ）、古田新太（マナコ）、秋山菜津子（ハンニャ）、大倉孝二（青名人）、藤井隆（赤名人）、村岡希美（エナコ）、門脇麦（早寝姫）、池田成志（エンマ）、銀粉蝶（アナマロ）、野田秀樹（ヒダの王）

## テレビドラマ化
- 朗読紀行 にっぽんの名作『坂口安吾「桜の森の満開の下」』（NHK BShi）
  - 2001年（平成13年）2月4日 日曜日 13:00 - 15:50
  - 演出：長崎俊一。記録：小室和佳子。プロデュサー：川村尚敬。制作：上田信、長橋勝治。音響効果：帆苅幸雄。撮影技術：木田茂。照明：高坂俊秀。音声：北村峰晴。映像技術：柳慎二。編集：石井由美子
  - 出演：川原亜矢子
  - ※ 「潮騒」（作：三島由紀夫）、「月山」（作：森敦）とあわせて放映したもの。
  - ※ 地上波では、NHK教育テレビ「土曜プレミアム」で3月10日 22:00 - 22:50に放映。
- 青い文学シリーズ（第5回・第6回）『桜の森の満開の下』（NTV）
  - 2009年（平成21年）11月7日、11月14日 土曜日 25:20 - 25:50
  - 監督：荒木哲郎。脚本：飯塚健。実写パート構成：大井洋一、長谷川優。
  - 演出：平尾みほ、荒木哲郎。絵コンテ：荒木哲郎。実写パート演出：荻原伸之、田島与真。エンディングアニメーション：（絵コンテ・演出：浅香守生。キャラクターデザイン：香月邦夫。美術監督：一色美緒。色彩設計：橋本賢。撮影監督：山田和弘。音響監督：本田保則。音楽：タニウチヒデキ。アニメーション制作：マッドハウス。協力：集英社。
  - 主題歌：Manami「We say hello」
  - 出演（声の出演）：堺雅人、水樹奈々、川田妙子。ナビゲーター：堺雅人。
  - ※ アニメーションドラマ化。

## おもな刊行本
- 『いづこへ』（真光社、1947年5月15日）
  - 装幀：本郷新。題字：大野容子。あとがき：坂口安吾。総272頁
  - 収録作品：第一部（「石の思ひ」、「風と光と二十の私と」、「いづこへ」、「わがだらしなき戦記」、「魔の退屈」）、第二部（「戦争と一人の女」、「私は海をだきしめてゐたい」、「母の上京」）、第三部（「桜の森の満開の下」）
  - ※ 佐藤美代子装幀の異装本もあり。
- 『桜の森の満開の下』（講談社文芸文庫、1989年4月3日） ISBN 4061960423
  - 装幀：菊地信義。付録・解説：川村湊
  - 収録作品：「桜の森の満開の下」、「梟雄」、「花咲ける石」
- 文庫版『坂口安吾全集 5』（ちくま文庫、1990年4月24日） ISBN 4480024654
  - カバー画：横尾忠則。付録・解説：篠田正浩「桜の森で何があったのか」。解題：関井光男。
  - 収録作品：「破門」、「桜の森の満開の下」、「オモチャ箱」、「散る日本」、「青鬼の褌を洗う女」、「決闘」、「淪落の青春」、「出家物語」、「二流の人」
- 『坂口安吾全集 5』（筑摩書房、1998年6月20日） ISBN 4480710353
  - 装幀：菊地信義。編集：柄谷行人、関井光男。解題：関井光男。
  - 付録・月報：三浦雅士「愛と憎しみの経済学」〈解説〉、手塚眞「密室の果てに」〈エッセイ〉、柄谷行人「坂口安吾について(2)二つの青春」〈連載〉
  - ※ 坂口安吾の直筆原稿を翻刻した唯一の版。
- 文庫版『桜の森の満開の下・白痴 他十二篇』（岩波文庫、2008年10月16日） ISBN 4003118227
  - 装幀：精興社。カバーカット：『風博士』（山河書院、1948年）の表紙。付録・解説：七北数人。
  - 収録作品：「風博士」、「傲慢な眼」、「姦淫に寄す」、「不可解な失恋に就て」、「南風譜」、「白痴」、「女体」、「恋をしに行く」、「戦争と一人の女」（無削除版）、「続戦争と一人の女」、「桜の森の満開の下」、「青鬼の褌を洗う女」、「アンゴウ」、「夜長姫と耳男」
  - ※ 坂口安吾の直筆原稿を翻刻した筑摩書房新全集を底本にしている唯一の文庫版。
- 『絵本 桜の森の満開の下』（審美社、1990年9月20日）
  - 装幀・絵（水墨画）：福田庄助。
- 『英語で読む桜の森の満開の下』（訳：ロジャー・パルバース）（ちくま文庫、1998年4月23日） ISBN 4480033734
  - 装幀：安野光雅。付録・巻末：ロジャー・パルバース「訳者ノート」。
  - ※ 英語と日本語の対訳形式となっている。
- 英文版『Oxford Book of Japanese Short Stories (Oxford Books of Prose & Verse) 』（編集：Theodore W. Goossen。訳：Jay Rubin）（Oxford and New York: Oxford University Press,、1997年）
  - 収録作品：森鷗外「山椒大夫」（Sansho the Steward）、芥川龍之介「藪の中」（In a Grove）、宮沢賢治「なめとこ山の熊」（The Bears of Nametoko）、横光利一「春は馬車に乗って」（Spring Riding in a Carriage）、川端康成「伊豆の踊子」（The Izu Dancer）、梶井基次郎「檸檬」（Lemon）、坂口安吾「桜の森の満開の下」（In the Forest, Under Cherries in Full Bloom）、中島敦「名人伝」（The Expert）、安部公房「賭」（The Bet）、三島由紀夫「女方」（Onnagata,）、ほか
- 戯曲版『贋作・桜の森の満開の下』（新潮社、1992年1月5日）
  - 作：野田秀樹。装幀：多賀新。
  - 収録作品：「贋作・桜の森の満開の下」、「野田版・国性爺合戦」
  - ※ 「桜の森の満開の下」、「夜長姫と耳男」、「安吾新日本地理」を下敷きにした戯曲。

## 漫画化
- 一友社名作劇場1『桜の森の満開の下/夜長姫と耳男』（一友社/星雲社、2006年10月5日） ISBN 4434084690
  - 画：凛野ミキ。
  - 収録作品：「桜の森の満開の下」、「夜長姫と耳男」
- 『桜の森の満開の下』（ビッグコミックススペシャル、2009年3月30日） ISBN 4091825281
  - 画：近藤ようこ
- ホーム社 MANGA BUNGOシリーズ『桜の森の満開の下・夜長姫と耳男』（ホーム社、2010年9月10日）
  - 画：萩原玲二、タナカコージ。
  - 収録作品：「桜の森の満開の下」、「夜長姫と耳男」

## その他派生作品
- “文学少女”シリーズ 『“文学少女”のグルメな図書ガイド』（エンターブレイン、2010年5月1日）ISBN 978-4-04-726491-5
  - 作：野村美月。共著：ファミ通文庫編集部（河西恵子・荒川友希子）。
  - イラスト：竹岡美穂。
  - ※ 「日本文学 鱧の落とし『桜の森の満開の下』」の章（pp.76-77）。
- “文学少女”シリーズ 『“文学少女”と美味しい噺（レシピ）1』（角川書店、2010年1月26日） ISBN 978-4-04-854411-5
  - 作：野村美月、共著：竹岡美穂、日吉丸晃、松田美弥。
  - イラスト：竹岡美穂。
  - ※ 「“文学少女”の今日のおやつ4―桜の森の満開の下―」の章（pp.129-136）。
- 楽曲『さくらが咲いたよ』
  - 作曲・編曲：久石譲。オリジナルアルバム『地上の楽園』に所収。
  - ※ 『桜の森の満開の下』をモチーフとしている。